# Spaniocelyphus levis
Spaniocelyphus levis är en tvåvingeart som först beskrevs av Wulp 1881.  Spaniocelyphus levis ingår i släktet Spaniocelyphus och familjen Celyphidae. Inga underarter finns listade i Catalogue of Life.